# Норвезьке море
Норвезьке море — окраїнне море на північний захід від Норвегії, розташоване між Північним морем (тобто до півночі від Сполученого Королівства) і Гренландським морем і межує з Північним Атлантичним океаном на заході і Баренцовим морем на північному сході. На південному заході його відокремлює від Атлантичного океану Ісландсько-Фарерський поріг. На півночі Ян-Маєнський хребет відокремлює його від Гренландського моря. Визначають як частину Північного Льодовитого океану, так і в складі Атлантичного океану.
На відміну від багатьох інших морів, велика частина дна Норвезького моря не є частиною континентального шельфу і тому лежить на великій глибині в середньому близько двох кілометрів. Багаті родовища нафти і природного газу є під морським дном, і на початок ХХІ сторіччя їх вивчають у комерційних цілях у районах з морськими глибинами до одного кілометра. Прибережні зони багаті рибою, яка заходить у Норвезьке море з Північної Атлантики або з Баренцового моря для нересту. Тепла Північно-Атлантична течія забезпечує відносно стабільні і високі температури води, так що на відміну від арктичних морів, Норвезьке море не замерзає протягом усього року. Після нещодавніх досліджень прийшли до висновку, що великий об'єм води в Норвезькому морі з його великою ємністю поглинання тепла є більш важливим джерелом м'якої зими в Норвегії, ніж Гольфстрим і його відгалуження

## Межі моря
Міжнародна гідрографічна організація так визначає межі Норвезького моря::
На північному сході. Лінія, що з'єднує найпівденнішу точку Західного Шпіцбергену  [так в оригіналі] з Північним мисом Ведмежого острову, через острів до Капп Булл і далі до Нордкапу, Норвегія (71°10'N 25°47'E).
На південному сході. Західне узбережжя Норвегії між Нордкап і Капп Стадт (62°10′ пн. ш. 5°00′ сх. д. / 62.167° пн. ш. 5.000° сх. д.).
На півдні. Від точки на західному узбережжі Норвегії 61°00' N по паралелі до перетину з точкою 0°53' W де межа повертає до крайньої північно-східної точки острову Фуглой (62°21′ пн. ш. 6°15′ зх. д. / 62.350° пн. ш. 6.250° зх. д.) і далі до найсхіднішої точки Ісландії мису Герпір (65°05′ пн. ш. 13°30′ зх. д. / 65.083° пн. ш. 13.500° зх. д.).
На заході. Південно-східна межа Гренландського моря [лінія, проведена від південної точки острова Західний Шпіцберген до північної точки острова Ян-Маєн, потім західним берегом останнього до його найпівденнішої точки, а звідти — лінія, проведена до крайньої точки мису Герпір 65°05′ пн. ш. 13°30′ зх. д. / 65.083° пн. ш. 13.500° зх. д. (найсхідніша точка Ісландії).]

## Утворення та рельєф
Норвезьке море утворилося близько 250 мільйонів років тому, коли Євразійська (разом з сьогоденною Норвегією) і Північноамериканська плита, в тому числі Гренландія, почали розходитися. Існуючий вузький шельф моря між Норвегією і Гренландією розпочав розширюватися і заглиблюватися  Цей континентальний схил в його сьогоденному вигляді в Норвезькому морі відзначає межу між Норвегією і Гренландією близько 250 млн років тому. На півночі він прямує на схід від Шпіцбергену і на південно-захід між Англією і Фарерами. Цей континентальний схил має багаті рибальські угіддя і численні коралові рифи. Осідання шельфу після розокремлення континентів привело до зсувів, таких як стурегга  близько 8 кілороків тому, що призвело до утворення значного цунамі
Береги Норвезького моря були утворенні під час останнього льодовикового періоду. Великі льодовики  декілька кілометрів завтовшки пригнітили суходіл, утворюючи фіорди, видаляючи земну кору в море, і тим самим розширюючи континентальні схили. Це особливо добре видно у норвезького узбережжя вздовж Гельгеланну і на північ до Лофотенських островів Норвезький континентальний шельф має від 40 до 200 кілометрів завширшки, і відрізняється від шельфу Північного моря і Баренцового моря. Шельф має численні траншеї і нерегулярні піки, які зазвичай мають амплітуду менше 100 метрів, але амплітуда може сягати 400 м. Шельф покритий сумішшю гравію, піску і мулу, траншеї використовуються рибами як нерестовища. Глибше в море, є дві глибокі котловини, розділені низьким хребтом Ворінг, більша і глибша - Норвезька з амплітудами глибин 3,500 - 4,000 м, на південь, і менша та мілководніша - Лофотенська - на північ, з амплітудами глибин 3,200-3,300 метрів, але має багато окремих ділянок що сягають до 3500 метрів. Підводні пороги і континентальні схили відокремлюють ці басейни від прилеглих морів. На південь розташовано європейський континентальний шельф і Північне море, на схід - Євразійський континентальний шельф з Баренцовим море. На заході поріг Уайвілла Томсона та Шотландсько-Гренландський поріг відокремлює Норвезьке море від північної частини Атлантичного океану. Цей має в середньому всього 500 метрів завглибшки, тільки в декількох місцях глибини сягають 850 метрів. На північ розташовані Ян-Маєнський хребет і хребет Мона, які лежать на глибині 2000 метрів, маючи жолоби завглибшки до 2600 метрів
Шельф розчленований і найрозвиненіший у Скандинавії. Значний терен він займає біля Шетландських і Фарерських островів. До Норвезького моря відносить частину Ведмежинської банки і плато Копитова.
Материковий схил на різних ділянках має різну крутизну. Місцями він полого йде в глибину, місцями утворює круті (до 20°) уступи.
Ложе моря має пересічений рельєфом. Центральну частину моря займає Норвезька котловина з глибинами 2900-3500 м, на північному сході знаходиться Лофотенська котловина з глибинами 2800-3200 м. В Норвезьке море частково заходять Норвезький і Фарерсько-Ісландський жолоби. Південніше Норвезької западини підняття дна утворює досить велике Норвезьке плато з глибинами 650-1150 м. Окремі банки мають глибини 100-200 м.

Рельєф дна і течії Норвезького моря

## Гідрологія
Чотири основні водні маси, що виникають в Атлантичному і Північному Льодовитому океані зустрічаються в Норвезькому морі, і пов'язані з ним течії мають провідне значення для глобального клімату. Тепла, солона Північно-Атлантична течія прямує з Атлантичного океану, а холодніша і менш солона Норвезька течія бере свій початок у Північному морі. Так звана Східно-Ісландська течія транспортує холодну воду на південь з Норвезького моря в сторону Ісландії і потім на схід, уздовж Північного полярного кола; ця течія прямує в шарі середньої води. Глибока вода потрапляє в Норвезьке море з Гренландського Припливи в морі є півдобові; тобто, вони піднімаються двічі на день, на висоту близько 3,3 м

### Поверхневі течії
Гідрологія верхніх шарів води в значній мірі визначається течією з Північної Атлантики. Вона досягає швидкості 10 Sv (1 Sv = млн м³/сек) і її максимальна глибина становить 700 м на Лофотенських островах, але зазвичай вона знаходиться в межах 500 метрів. Частина її приходить через Фарерсько-Шетландський канал і має порівняно високу солоність 35,3 ‰ (проміле). Ця течія бере свій початок з Північно-Атлантичної течії і прямує вздовж європейського континентального схилу; посилене випаровування через  прохолодний європейський клімат призводить до підвищеної солоності. Інша частина проходить через Фарерсько-Ісландський канал ; ця вода має середню солоність від 35 до 35,2 ‰ Потік показує сильні сезонні коливання і може бути вдвічі вище взимку, чим влітку У той час як у Фарерсько-Шетландському каналі вода має температуру близько 9,5°C; вона охолоджується до приблизно 5°С біля Шпіцбергену і випускається енергія (близько 250 терават) до навколишнього середовища

Північно-Атлантична течія (червона) і Норвезька течія (помаранчева).

У міру просування Норвезької течії від неї відокремлюються потоки, що утворюють в західній частині Норвезького моря великі круговороти, але течія доповнюється відтоком вод з Північного моря і стоком з норвезького берега. 
У центральній частині Норвезького моря існує чіткий круговорот (Норвезький круговорот) між Норвезькою течією і гілкою Східно-Гренландської течії, яка прямує на південний схід на північ від Ісландії. 
Насиченість киснем в Норвезькому морі висока, що пов'язано з активним вертикальним перемішуванням, В північно-східній частині Норвезького моря середня насиченість в шарі від дна до 800 м - 84%, на глибині 400 м - 90% і у поверхні - 100%. Мінімальний вміст кисню (близько 81%) спостерігається в шарі між 1200 і 1500 м і відповідає ядру північноатлантичних вод, що прямують на північ. Середній вміст фосфатів в південно-східній частині Норвезького моря на глибині від 600 до 2500 м - 78-79 мг/м³, у напрямку до поверхні спостерігається незначне їх зменшення. 
Течія, що прямує з Північного моря бере свій початок в Балтійському морі, і, таким чином, збирає більшу частину дренажу з Північної Європи; цей внесок, проте, відносно невеликий. Температура і солоність цієї течії має сильні сезонні і річні коливання. Довгострокові вимірювання в межах верхніх 50 метрів біля узбережжя показують максимальну температуру 11,2°С на 63° N у вересні і мінімальну, на 3,9°C на мисі Нордкап в березні. Солоність коливається між 34,3 і 34,6 ‰ і є найнижчою навесні через приплив талих вод з річок Найбільші річки , що впадають в море є Намсен , Ранельва і Вефсна.
Частина теплої поверхневої води прямує Західно-Шпіцбергенською течією, з Атлантичного океану, минаючи Гренландське моря,  безпосередньо до Північного Льодовитого океану. Ця течія має швидкість 3-5 Sv і має великий вплив на клімат Інша поверхнева вода (~ 1 Sv) прямує вздовж норвезького узбережжя у напрямку Баренцового моря. Ця вода досить прохолодна для Норвезького моря, тому занурюється у глибші шари; там вона витісняє воду, що прямує назад до Північної Атлантики
Арктична вода зі Східно-Ісландської течії зустрічається в основному у південно-західній частині моря. Її властивості також показують значні річні коливання, середня температура нижче 3°С і солоність 34,7 ÷ 34,9 ‰. Частка цієї води на поверхні моря залежить від сили течії, яка, в свою чергу, залежить від різниці тисків Ісландського мінімуму і Азорського максимуму: чим більше різниця, тим сильніше течія

### Глибоководні течії
Норвезьке море пов'язане з Гренландським морем і Північним Льодовитим океаном протокою Фрама завглибшки до 2600 м Придонна вода Норвезького моря (NSDW) розташовується на глибинах понад 2000 м; цей однорідний шар з солоністю 34,91 ‰ має замало обміну з прилеглими морями. Його температура нижче 0 ° C і опускається до -1°C на дні океану У порівнянні з придонними водами оточуючих морів, NSDW має більше поживних речовин, але менше кисню і відносно старі
Слабкий обмін глибинної води з Атлантичним океаном обумовлено малою глибиною Гренландсько-Шотландського порогу між Шотландією і Гренландією. Тільки чотири акваторії Гренландсько-Шотландського порогу глибше, ніж 500 метрів: канал Фарерської банки  (близько 850 метрів), декілька точок Ісландсько-Фарерського порогу (близько 600 метрів), поріг Томсона Уайвілла (620 м), а також райони між Гренландією  і Данською протокою (850 м) - набагато мілководніше, ніж Норвезьке море  Холодна глибинна вода потрапляє в Атлантичний океан через різні канали: близько 1,9 Sv через канал Фарерської банки, 1,1 Sv через Ісландсько-Фарерський поріг і 0,1 Sv через поріг Томсона Уайвілла Турбулентність, яка виникає, коли глибинна вода через Гренландсько-Шотландський поріг потропляє до глибин Атлантичного басейну змішує сусідні шари води і утворює Північноатлантичну глибинну воду, одну з двох головних глибоководних течій, які забезпечують глибини океану киснем.

## Клімат
Південна частина акваторії моря лежить в помірному кліматичному поясі, центральна — в субарктичному, північна — в арктичному кліматичному поясі. На півдні увесь рік панують помірні повітряні маси. Переважає західний перенос. Значні сезонні коливання температури повітря. Цілий рік переважає циклонічна діяльність, погода мінлива, часті шторми. На півночі цілий рік переважає полярна повітряна маса. Льодовий покрив цілорічний. Низькі температури повітря цілий рік. Атмосферних опадів випадає недостатньо. Порівняно м'яка зима і холодне літо.

## Біологія
Акваторія моря займає 2 морських екорегіони помірної атлантичної зоогеографічної провінції: Південна Норвегія, Північна Норвегія і Фіннмарк. У зоогеографічному відношенні донна фауна континентального шельфу й острівних мілин до глибини 200 м відноситься до атлантичної області бореальної зони.

## Порти
Тронгейм, Тромсе, Нарвік (Норвегія)